# Raimund VI. (Toulouse)
Raimund VI. von Toulouse (französisch: Raymond de Toulouse; okzitanisch: Ramon de Tolosa; * 27. Oktober 1156; † 2. August 1222 in Toulouse) war von 1194 bis zu seinem Tod Graf von Toulouse und Markgraf der Provence aus dem Geschlecht der Raimundiner (Haus Toulouse). Er war einer der Protagonisten in der Zeit des Albigenserkreuzzuges, von dessen Anführern er als wichtigster Schutzherr der Glaubensbewegung der Katharer und deshalb als ihr Hauptfeind wahrgenommen wurde.

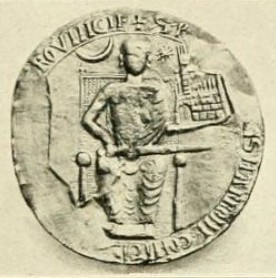
Siegel des Grafen Raimund VI. von Toulouse aus dem Jahr 1204, Centre Historique des Archives Nationales, Paris, XIR 221340

## Frühe Jahre
Raimund VI. war der älteste Sohn des Grafen Raimund V. von Toulouse und dessen Ehefrau Konstanze von Frankreich, über die er ein Enkel des französischen Königs Ludwig VI. des Dicken war. Er war damit der erste Toulousanergraf, der über unmittelbare verwandtschaftliche Verbindungen zum französischen Königshaus verfügte, aus denen er allerdings nie einen politischen Nutzen hat ziehen können. Er hatte zwei jüngere Brüder, Alberic und Balduin, von denen letzterer von ihm entfremdet in Nordfrankreich aufgewachsen war.
Raimund war 38 Jahre alt, als er 1194 die Nachfolge seines Vaters in dem ausgedehnten Länderkomplex antrat, der grob umschrieben das Gebiet der heutigen Verwaltungsregionen Okzitanien ausmachte, und der im hohen Mittelalter die Kernregion der okzitanischen Sprach- und Kulturlandschaft ausmachte. Neben der eigentlichen Grafschaft Toulouse, die das Umland der Stadt Toulouse (Toulousain) beschrieb, war er auch der Lehnsherr des Albigeois, Rouergue, Rodez, Vivarais, Valentinois und Diois, der Vizegrafschaften von Nîmes und Agde. Im Süden standen die Grafen von Foix und Comminges in Vasallität zu ihm, ebenso wie die Vizegrafen von Narbonne. Um seinen Herrschaftsanspruch über die Ländereien des heute südlichen Languedoc-Roussillon (Béziers, Carcassonne, Razès) zu unterstreichen, führte er den Titel eines Herzogs von Narbonne, wenngleich dieser Titel faktisch nur die weltliche Herrschaft über die Vizegrafschaft Narbonne beinhaltete, da der große Rest des beanspruchten Landes von den Trencavel beherrscht wurde und diese wiederum der Krone Aragóns dafür lehnspflichtig waren. Nach Westen hin reichte sein Einfluss bis an die dem Haus Plantagenet („Angevinisches Reich“) unterstehende Gascogne. Formell war das Haus Toulouse für all diese Ländereien ein Vasall der Könige von Frankreich, doch da deren Macht seit Generationen nicht über die Loire hinaus in den Süden zur Geltung gebracht werden konnte, waren die Herren des Languedoc de facto unabhängig und die Grafen von Toulouse als die mächtigsten seine ungekrönten Könige. Im Osten über die Rhone hinaus gehörte weiterhin die Markgrafschaft Provence, die das Land zwischen Drôme und Durance umfasste, zu ihrem Besitz, den sie als Lehen der römisch-deutschen Kaiser hielten. Die größten Konkurrenten der Toulousaner um die Macht im Languedoc stellten die Könige von Aragón dar, die in ihrem Königreich die Zusammenfassung allen Landes von Katalonien bis in die Provence anstrebten.
Über Raimunds Biografie vor seinem Erbantritt ist bis auf sein polygam anmutendes Verhältnis zu Frauen wenig bekannt. In jungen Jahren wurde er mit Dulcia II. verlobt, der Erbin der Grafschaft Provence, die der Markgrafschaft Provence benachbart war und die im Erbfall die Macht des Hauses Toulouse im Niederburgundischen beträchtlich erweitert hätte. Allerdings war Dulcia im Jahr 1172 noch vor der Eheschließung gestorben und König Alfons II. von Aragón bemächtigte sich der Grafschaft Provence. Darauf heiratete Raimund die Erbin der Grafschaft Melgueil, Ermessende Pelet, die 1176 starb und ihm ihr Erbe überließ. Als zweite Ehefrau nahm er schließlich Beatrix von Béziers, die Schwester von Roger II. Trencavel, wodurch die Beziehungen des Hauses Toulouse zu deren Familie weiter verbessert werden sollten, nachdem man sich in den Generationen zuvor häufig als Feinde gegenübergestanden hat. Als aber 1193 die englische Königin Berengaria auf dem Rückweg vom dritten Kreuzzug nach Poitiers durch Toulouse zog, verliebte sich Raimund in Bourgogne von Lusignan, die sich im Gefolge der Königin befand und die eine Tochter König Amalrichs I. von Zypern war. Um sie heiraten zu können, verstieß er Beatrix, die er eigens dafür in die Fänge der Katharer getrieben habe. Raimunds Ehemoral, die mit den Moralvorstellungen der katholischen Kirche kaum zu vereinbaren war, setzte sich auch in seiner späteren Biographie fort und war für seine späteren Gegner im Albigenserkreuzzug ein Symptom des verderbenden Einflusses der katharischen Häresie, der er sich bereitwillig hingegeben habe. Neben seinen Ehefrauen unterhielt Raimund auch eine für mittelalterliche Verhältnisse ungewöhnlich offene Mätressenwirtschaft, aus der einige uneheliche Kinder hervorgingen.

## Graf von Toulouse

### Erbantritt
Das erste Anliegen Raimunds nach seinem Erbantritt war die Regelung seiner Verhältnisse gegenüber seinen beiden mächtigen Nachbarn im Norden, dem Plantagenet Richard Löwenherz und dem Kapetingerkönig Philipp II. August, seinem Cousin. Sein Vater hatte ersterem gegenüber 1173 noch die Huldigung für Toulouse als Lehen für das Herzogtum Aquitanien leisten müssen, um den generationenlangen Erbstreit beider Häuser über die Besitzrechte auf Toulouse zu beenden. Die aquitanische Vasallität blieb jedoch nur Episode, die bald wieder aufgekündigt wurde, was allerdings Toulouse den Besitz des Quercy kostete, das 1188 von Richard Löwenherz besetzt wurde. Im Jahr 1194 aber war die Position der Plantagenet in Frankreich ernsthaft bedroht, was Raimund umgehend zu einer Reise in den Norden und einem persönlichen Treffen mit Philipp II. August nutzte. Im Februar 1195 huldigte er diesem in Bourges als seinem Lehnsherrn; ein Rechtsanspruch, an dem die Kapetinger seit jeher als Nachfolger der Karolinger festgehalten hatten. Als Entgegenkommen des Königs erhielt Raimund die Verfügungsrechte über die Einkünfte der königlichen Abtei von Figeac übertragen.

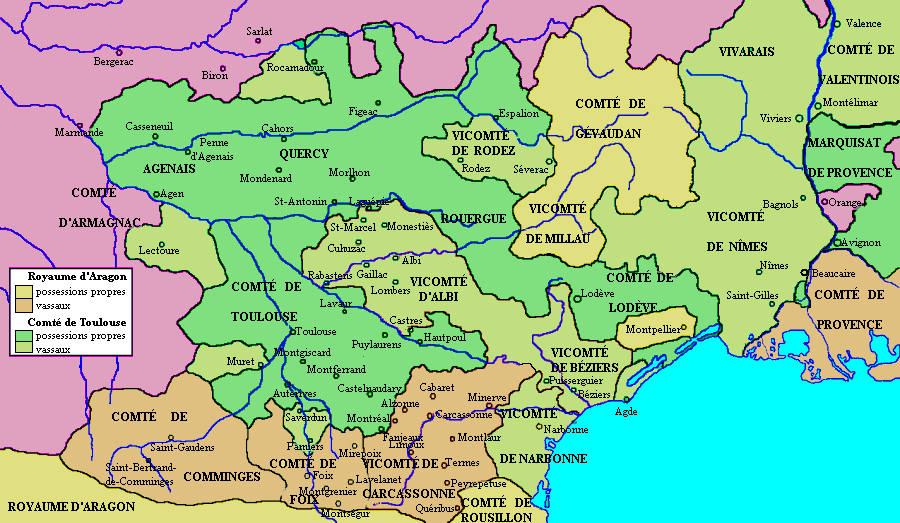
Besitzungen der Grafen von Toulouse (grün) und ihrer Vasallen (hellgrün) im 12. Jahrhundert. Besitzungen der Krone von Aragón (gelb) und ihre Vasallen (braun).

Eine einseitige Bindung an den König war von Raimund allerdings nicht beabsichtigt, vor allem nachdem die Plantagenetherrschaft nach der Rückkehr des Richard Löwenherz aus der deutschen Gefangenschaft wieder zu erstarken schien. Bevor es zu einer direkten Konfrontation mit diesem kam, war Raimund um einen Ausgleich bemüht, wobei ihm die geostrategische Zwangslage des Plantagenet zugutekam, der sich im Kampf gegen Philipp II. August keine zweite Front leisten konnte. Im Oktober 1196 konnte schließlich in Rouen ein diplomatisches Einvernehmen zum vertraglichen Abschluss gebracht werden, das mit einer Ehe Raimunds mit Johanna besiegelt wurde, der Schwester Richard Löwenherz’, für die er übrigens Bourgogne von Lusignan verstieß. Richard verzichtete dazu auf alle Erb- und Lehnsrechte seines Hauses auf Toulouse, erstattete das Quercy zurück und stattete seine Schwester mit dem Agenais als Mitgift aus, das allerdings ein Lehen Aquitaniens bleiben sollte. Im Gegenzug erklärte sich Raimund zur Stellung von 500 Rittern für einen Monat im Jahr für den Kriegsdienst für seinen Schwager in der Gascogne bereit, die allerdings nie zum Einsatz kamen.
Nach der Klärung der Verhältnisse im Norden ging Raimund die zu seinem mächtigen und weitaus gefährlicheren Nachbarn, dem Königreich Aragón, im Süden an. Anders als zu den Kapetingern und Plantagenets hatte Toulouse im 12. Jahrhundert der Krone Aragóns als unmittelbarer geostrategischer Rivale um die Herrschaft über das Languedoc entgegengestanden, da beide die Bildung eines zusammenhängenden Herrschaftsraums anstrebten, der von den Pyrenäen bis in die Provence reichen sollte. Von Aragón wurde Toulouse dabei in die geographische Zange genommen; von der Grafschaft Barcelona (dem heutigen Katalonien) im Süden und den Grafschaften Provence, Focaulquier und Gévaudan im Osten, weiterhin war Aragón der Lehnsherr der Trencavel von Carcassonne und Béziers und Schutzherr der Hochländer von Foix und Comminges. Dieser feudale Flickenteppich aus verschiedensten Herrschafts- und Lehnsrechten, den das Languedoc damals darstellte, hatte zwischen Toulouse und Barcelona häufig Anlass zu kriegerischen Auseinandersetzungen geboten, die unter Raimund V. und König Alfons II. ihren Höhepunkt erreicht hatten. Der Tod des letzteren im Jahr 1196 hatte Raimund VI. einen Weg zum diplomatischen Ausgleich mit dessen Sohn und Nachfolger Peter II. eröffnet. Weil dieser im Kampf gegen die islamischen Mauren ein neues Expansionspotential Aragóns in den spanischen Süden erkannte, bei dem er sich zugleich in den Nimbus eines „katholischen Königs“ rücken konnte, war er auf ruhige Verhältnisse zu seinem toulousanischen Nachbarn im Norden angewiesen. Unter Vermittlung des Grafen Bernard IV. von Comminges und des Erzbischofs Berengar von Narbonne waren Raimund VI. und Peter II. im Februar 1198 in Perpignan zu einer persönlichen Unterredung zusammengekommen, in der sich beide auf den Erhalt des Status quo ihrer Besitzverhältnisse verständigten.

### Verhältnis zur katholischen und katharischen Kirche
Innerhalb weniger Jahre hatte sich Raimund mittels der Diplomatie mehrerer Konfliktfelder entledigt, die er von seinem Vater geerbt hatte, indem er den Bedürfnissen seiner Contreparts entgegenkam, ohne sich ihnen aber tiefer verpflichten oder in deren Machtkämpfe untereinander klar positionieren, geschweige denn militärisch engagieren zu müssen. Dabei hatte er seine politische Intelligenz unter Beweis gestellt, die ihn mehr zu einem gerissenen, listenreichen und auch mutigen Diplomaten denn zum militärischen Anführer prädestinierte. Hatte er sich dabei noch im Rahmen des weltlichen Feudalrechts bewegt, indem er verschiedenste Interessenlagen gegeneinander ausspielen konnte, so gestaltete sich sein Verhältnis zur katholischen Kirche wesentlich schwieriger und konfliktreicher. Dies lag in seinen diversen Machtkämpfen mit lokalen kirchlichen Einrichtungen und seiner ambivalenten Haltung gegenüber der im Languedoc weitverbreiteten Glaubensbewegung der Katharer begründet, die von der römischen Kirche als häretisch eingestuft wurde. Die Duallehre des Katharismus hatte sich seit dem frühen 12. Jahrhundert im Land südlich der Loire verbreitet und war bis auf sporadische Predigeraktionen der katholischen Obrigkeit auf keinen nennenswerten Widerstand gestoßen. Besonders im untereinander eng versippten Adel sowie in den städtischen Kommunen mit ihren handwerk- und gewerbetreibenden Milieus hatte sie eine breite Anhängerschaft gewonnen, die ihre Etablierung begünstigte und sie zu einem gesellschaftlich relevanten Faktor machte.
Während sein Vater noch um ein restriktives Vorgehen gegen den Katharismus bemüht gewesen war, zeigte sich Raimund VI. in dieser Frage eher gleichgültig, was ihm seitens der Kirche denn Vorwurf der Begünstigung und gar der geheimen Unterstützung der Häresie einbrachte. Für den Zisterziensermönch Pierre des Vaux-de-Cernay war der Graf ein gläubiger Katharer, der häufig die Predigten der Perfecti angehört und sich ständig in Gesellschaft der Bonhommes befunden habe, um, wenn nötig, das Consolamentum empfangen zu können. Die unter dem Eindruck des Kreuzzuges voreingenommene Charakterisierung des Mönches kann jedoch nicht darüber hinwegtäuschen, dass Raimund zeit seines Lebens mehr dem katholischen als dem katharischen Glauben zugewandt war, wenngleich er keinerlei Grund zur Verfolgung der Häretiker sah, die immerhin seine Untertanen, Berater und auch Verwandten waren.

### Konfrontation mit Innozenz III.
Wegen seiner wiederholten Übergriffe auf Besitzungen der Abtei Saint-Gilles wurde Raimund im März 1195 erstmals von Papst Coelestin III. exkommuniziert. Er hatte ein Priorat der Abtei geschleift und darauf die Burg Mirapetra gebaut. Auch mit der Abtei von Moissac im Quercy lag er im Streit um die Herrschaftsrechte über die gleichnamige Stadt, deren kommunale Autonomie er 1197 entgegen den Willen des Abtes anerkannt und hier einen gräflichen Bailli eingesetzt hatte. Am 4. November 1198 wurde Raimund vom neuen Papst Innozenz III. die Absolution erteilt, gegen das Versprechens einer bewaffneten Pilgerfahrt in das Heilige Land. Auch wenn er diese nie angetreten hat, so hatte der Papst bei seinem Entgegenkommen die Hoffnung gehegt, in Raimund einen weltlichen Führer im Kampf gegen die katharische Häresie zu gewinnen, deren Vernichtung sein erklärtes Ziel war. Doch Raimund zeigte in der Folgezeit keinerlei Willen, in dieser Frage aktiv zu werden. Stattdessen widmete er sich privater Probleme, die im Frühjahr 1199 in die Trennung von seiner Frau Johanna mündeten, die sich in die Abtei Fontevraud zurückgezogen hatte, nachdem ihr im Kampf gegen rebellische Burgherren von Raimund keine Unterstützung entgegengebracht wurde. Dort starb sie kurz darauf im Kindbett.

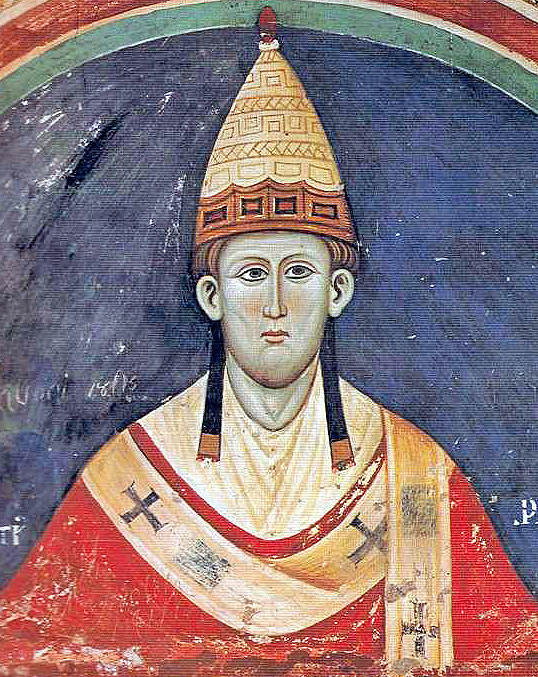
Papst Innozenz III. (Fresko im Kloster San Benedetto in Subiaco, Latium, um 1219).

In den folgenden Jahren stand Raimund mit seinem Neffen Raimund Roger Trencavel in Konflikt, der aber den Schutz des streitbaren Grafen Raimund Roger von Foix genoss. Mit diesem wiederum war er über die Lehnsverhältnisse von Saverdun in Streit geraten, der durch eine Belehnung des Grafen von Foix entschärft wurde. Im Jahr 1201 hatte es der Papst noch einmal für angebracht gehalten, Raimund zum Vorgehen gegen die Katharer zu ermahnen, was bei diesem erneut auf taube Ohren gestoßen war. Im Herbst 1203 wurden daher die Legaten Raoul de Fonfroide und Pierre de Castelnau in das Languedoc entsandt, die mit Predigten die lokalen Eliten zur Bekämpfung der Häresie bewegen sollten. Dabei gelang es ihnen am 13. Dezember 1203 in Toulouse, den städtischen Konsuln, die von Katharern durchsetzt waren, den Eid auf die katholische Kirche abzunehmen, mit dem Preis der Anerkennung der kommunalen Autonomie seitens des Papstes. Insgesamt aber verhallten ihre Aufrufe bei Bürgertum und Adel ungehört. Raimund hatte unterdessen seine politische Nähe zu Peter II. von Aragón zu festigen gesucht, nachdem mit dem Tod seines Schwagers Richard Löwenherz 1199 die angevinische Macht als starker Partner ausgefallen war. Im Frühjahr 1204 heiratete er in Perpignan die Infantin Eleonore, die Schwester des aragónesischen Königs, die auch seine letzte Ehefrau sein sollte. Unmittelbar darauf wurden die verwandtschaftliche Bande zu einer echten politischen Allianz erweitert, indem Raimund im April 1204 in Millau einen Verteidigungspakt mit Peter II. von Aragón und Graf Alfons II. von der Provence besiegelte, die sich zum gegenseitigen militärischen Beistand gegen jeden Angreifer verpflichteten. Dazu konnte Raimund seinen Machtbereich noch erweitern, indem er seinem Schwager für dessen angestrebte Krönung in Rom 120.000 Sous in Melgorien lieh und dafür die Einnahmen der Grafschaften Millau und Gévaudan überlassen bekam. Wahrscheinlich war es diese Allianz, die Raimund zu seiner ignoranten Haltung gegenüber den Forderungen der Kirche zur Bekämpfung der Häresie und damit zu einer Fehleinschätzung seiner machtpolitischen Position verleitete. Der Bund mit Aragón wurde kurz darauf durch die vereinbarte Eheschließung des jungen Raimund VII. mit der Infantin Sancha weiter vertieft, wodurch Raimund VI. zum Schwager seines eigenen Sohnes wurde.
Nachdem damit für Papst Innozenz III. offenbar wurde, dass Raimund zu keinem Vorgehen gegen die Katharer zu gewinnen war, hatte er sich in einem Schreiben vom 28. Mai 1204 erstmals an König Philipp II. August von Frankreich gewandt und ihn zu einer bewaffneten Intervention im Albigenserland aufgefordert. Dabei gab er dem König den Rat, das von den Unterstützern der Häresie konfiszierte Land der Krondomäne einzuverleiben, womit zum ersten Mal in diesem Zusammenhang ein Eroberungsprinzip formuliert wurde, wie es bereits für die klassischen Kreuzzüge in das heilige Land galt. Wenngleich der König auf dieses Schreiben nicht reagierte, so wurde damit die Grundlage für den zukünftigen Kreuzzug gegen die Albigenser geschaffen, indem durch die Aussicht auf Landeroberung Anreize für eine Beteiligung der kampfbereiten Ritterschaft geboten wurden. Am 31. Mai 1204 unterstellte der Papst seine beiden Legaten der Suprematie des Abtes von Cîteaux, Arnaud Amaury. 1205 wurde schließlich mit dem ehemaligen Poeten Folquet de Marselha (Fulko von Marseille) ein überzeugter Gegner der Häresie zum Bischof von Toulouse gewählt, der sich für Raimund als Rivale in der eigenen Stadt erweisen sollte.
An der Situation selbst änderte sich zunächst nichts, bis sich die Ereignisse ab dem Jahr 1207 überschlugen. Im April dieses Jahres war der Legat Pierre de Castelnau erneut nach Toulouse gekommen, wo er öffentlich die Exkommunikation über Raimund VI. und ein Interdikt über dessen Ländereien aussprach. Papst Innozenz III. bestätigte den Bann in einem Brief an den Grafen, in dem er ihm seine Verfehlungen aufzählte: Plünderung der Weinberge des Klosters Candeil, Vertreibung des Bischofs von Carpentras, Umbau von Kirchen zu Festungen, Finanzierung aragónesischer Söldner zu Verheerung des Umlandes von Arles, Übertragung öffentlicher Ämter an Juden und schließlich die Gewährung von Schutz für die Häresie und die Weigerung, gegen diese vorzugehen. Unverhohlen drohte er ihm als „Feind Christi und Verfolger der Kirche“ mit ewiger Verdammnis und mit der Konfiszierung der Grafschaft Melgueil, die ein päpstliches Lehen war, und der Aussetzung seiner restlichen Besitzungen zur Beute als Konsequenzen, sollte Raimund nicht umgehend Abbitte leisten. Zugleich wurden erneut König Philipp II. und erstmals auch die nordfranzösischen Barone direkt zur Kreuznahme mit der Zusage des Kreuzzugsablasses aufgefordert. Raimund suchte dieses erneute Zerwürfnis mit dem Papst auf diplomatischem Weg zu entschärfen, indem er im Frühjahr 1208 die persönliche Unterredung mit Pierre de Castelnau in Saint-Gilles suchte. Nachdem diese allerdings ergebnislos geendet hatte, wurde der Legat am Morgen des 14. Januar durch einen Lanzenstoß oder Schwerthieb aus dem Hinterhalt getötet, nachdem er gerade wenige Kilometer von Saint-Gilles entfernt die Rhône überquert hatte. Obwohl der genaue Tathergang wie auch der Täter nie ermittelt werden konnten, wurde Raimund sofort von Arnaud Amaury beim Papst als Auftraggeber des Mordes denunziert. Wenngleich die moderne Forschung nicht von einer Beteiligung des Grafen ausgeht, so wurde zeit seines Lebens der Mord neben der Protektion der Katharer von seinen Gegnern als Hauptanklagepunkt gegen ihn angeführt. Für Innozenz III., der nicht nur einen ersten Märtyrer im Kampf gegen die Häresie, sondern auch einen willkommenen Vorwand zur Ausrufung des Kreuzzuges gewonnen hat, bestand daran jedenfalls kein Zweifel.

## Kreuzzug gegen die Albigenser

### Unterwerfung

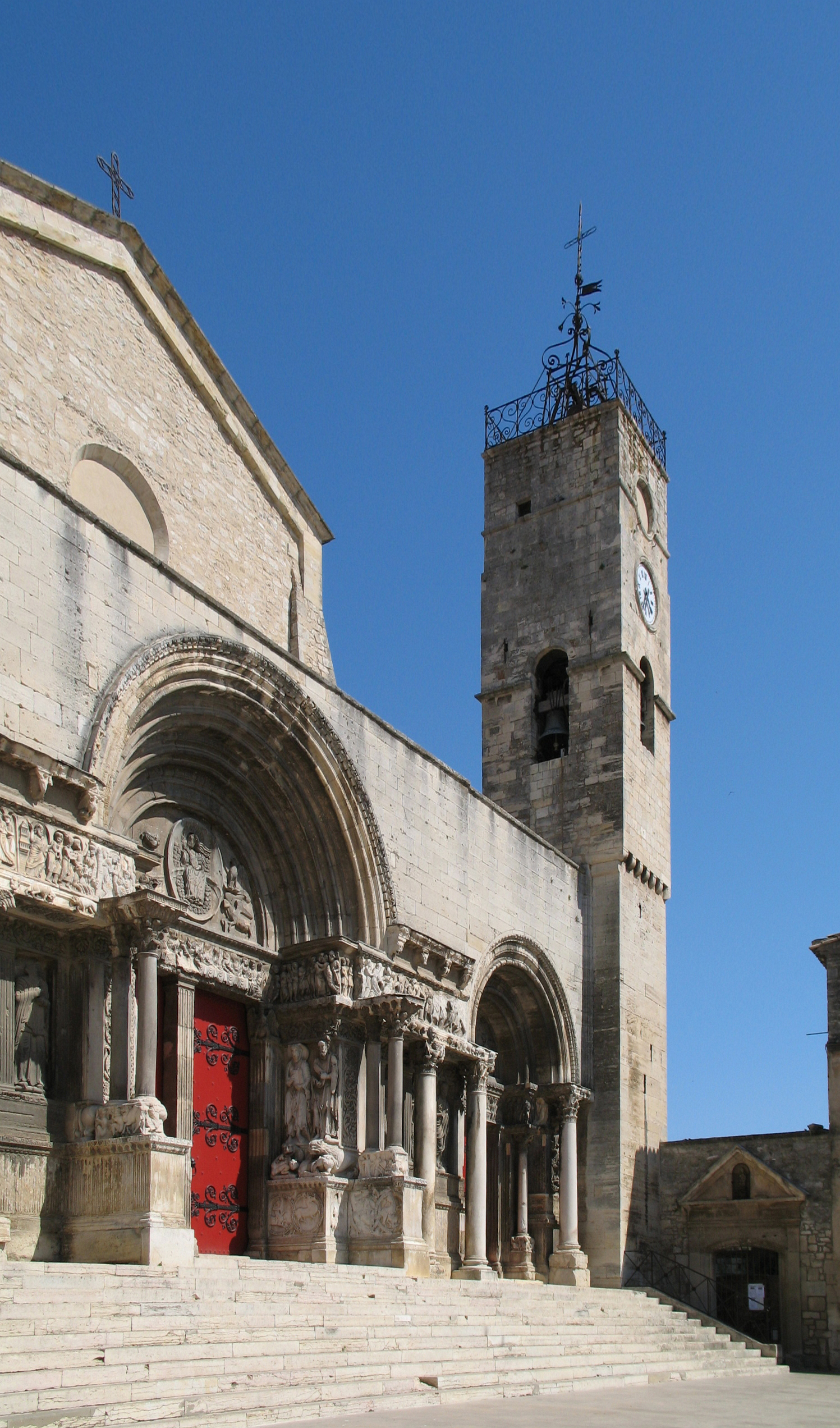
Das Portal der Abteikirche Saint-Gilles.

In mehreren auf den 10. März 1208 datierten Briefen, die an die Legaten, an den Klerus und Adel des Languedoc, an den Klerus und Adel Nordfrankreichs und schließlich an König Philipp II. gerichtet waren, hatte Innozenz III. öffentlich zum Kreuzzug zur Bekämpfung der Katharer und ihrer Beschützer aufgerufen. Am 28. März hatte er Arnaud Amaury zum geistlichen Führer des Kreuzzuges ernannt, der in der am 9. Oktober 1208 veröffentlichten Bulle Ut contra crudelissimos endgültig sanktioniert wurde. Als militärischen Anführer der Kreuzritter hatte sich der Papst den französischen König gewünscht, doch dieser hatte im Frühjahr 1209 auf einem Parlement in Villeneuve-sur-Yonne seine Absage zu diesem Unternehmen erteilt, da er aufgrund der „zwei Löwen an seiner Flanke“ (Johann Ohneland, Kaiser Otto IV.) im Norden seines Reiches unabkömmlich sei. Überhaupt hatte der König verstimmt auf die Anmaßung des Papstes reagiert, über Lehen und Vasallen Frankreichs zu verfügen und deren Enteignung zu bestimmen, was letztlich allein ihm als dem Oberlehnsherrn des Königreichs zustehe. Und eine Enteignung Raimunds verbiete sich schon allein aus dem Grund, weil er kein rechtsgültig verurteilter Häretiker war. Aber hatte der König im Jahr 1208 seinen Baronen noch die Teilnahme an einem Kreuzzug verboten, so erhob er dagegen ein Jahr später keine Einwände mehr.
Während der Kreuzzug endlich Gestalt annehmen konnte, beriet sich Raimund mit seinem Neffen Raimund Roger Trencavel zur Bildung einer gemeinsamen Front gegen den bevorstehenden Krieg. Aufgrund einer dürftigen Quellenlage kann nicht erschlossen werden, wer von beiden diesen Vorschlag machte und wer sich am Ende dagegen entschied, denn letztlich kam ein gemeinsames Vorgehen von Onkel und Neffe nicht zustande. Darauf suchte Raimund den Kreuzzug von sich abzuwenden. Nach einer gescheiterten Unterredung mit Arnaud Amaury in Aubenas schickte er im Winter 1208 eine Gesandtschaft nach Rom, die dort dem Papst seinen Wunsch nach Unterwerfung unter den Willen der Kirche glaubhaft vermittelte. Als sich das Kreuzfahrerheer in Lyon versammelte, trat Raimund im Frühjahr 1209 in Valence den neuen päpstlichen Legaten gegenüber, die ihm die Absolution und Zurücknahme aller ihm zur Last gelegten Anklagepunkte versprachen. Dafür musste er der Kirche gegenüber Gehorsam schwören und ihr sieben feste Orte im Rhônetal, Oppède, Mornas, Beaumes-de-Venise, Roquemaure, Fourques, Montferrand-la-Fare und Largentière als Pfand überlassen. Weiterhin musste er seine Söldner entlassen, die Häretiker seines Landes den Kreuzfahrern überlassen und alle nach dem Urteil der Kirche als Häretiker eingestufte Personen als solche behandeln. Die Stadtoberen von Avignon, Nîmes und Saint-Gilles hatten für ihn zu bürgen und bei Eidbruch ihm die Gefolgschaft zugunsten der Kirche aufzukündigen, wie auch die Grafschaft Melgueil an den Papst auszuhändigen. Um seine Wiederaufnahme in den Schoß der Kirche öffentlich zu besiegeln, hatte sich Raimund am 18. Juni 1209 in der Abtei Saint-Gilles einer öffentlichen und demütigenden Buß- und Versöhnungszeremonie zu unterziehen, in der er von dem Legaten Milon für seine Missetaten gegeißelt wurde. Der Ort der Unterwerfung wurde nicht zufällig gewählt, galt die Abtei zum einen als spirituelle Wiege des Raimundinergeschlechts, nach der seine Vertreter häufig auch „Grafen von St. Gilles“ genannt wurden, und zum anderen war hier nur kurz zuvor der „Märtyrer“ Pierre de Castelnau bestattet worden, vor dessen Sarkophag sich Raimund VI. nun im Bußgewand zu demütigen hatte. Wenige Tage darauf, am 22. Juni, hatte Raimund schließlich auch das Kreuz zum Kampf gegen die Albigenser genommen, ob aus eigenem Antrieb oder nach Aufforderung des Legaten, ist unklar, doch hatte er mit diesem Schritt sich und seine Domänen unter dem Schutz des Heiligen Stuhls gestellt. Am 27. Juli 1209 hatte ihm Papst Innozenz III. die Gratulation für die Unterwerfung ausgesprochen.
Indes hatte Raimunds Unterwerfung zum Plan des Papstes gehört, eine geschlossene Front gegen den Kreuzzug zu verhindern, um zunächst den schwächeren Gegner, Raimund Roger Trencavel, dem man den Unterwerfungsakt verweigert hatte, zu bekämpfen und um somit den Grafen von Toulouse zu isolieren. Was die kirchliche Seite von dessen Kreuznahme tatsächlich hielt, veranschaulicht das Urteil des Pierre des Vaux-de-Cernay, der ihn einen „falschen und gottlosen Kreuzritter“ nannte. Auch der Legat Milon hegte weiter Misstrauen gegen Raimund und machte ihn weiterhin für den Mord an Castelnau verantwortlich, was er gegenüber dem Papst nicht zurückhielt. Unterdessen wurde Raimund Zeuge des Massakers an den Bewohnern von Béziers am 22. Juli 1209 und nur wenige Wochen darauf des Falls von Carcassonne, der seinen Neffen zuerst die Freiheit und dann das Leben kostete. Während der Kampfhandlungen hatte er sich passiv verhalten, doch konnten weder er noch der vor Carcassonne anwesende Peter II. von Aragón etwas zur Rettung Trencavels unternehmen. Am 15. August ernannten die Kreuzritter den nordfranzösischen Burgherren Simon de Montfort zu ihrem Anführer, der nach dem von Innozenz III. ausgegebenen Beuteprinzip auch in Besitz und Titel der Trencavel eingesetzt wurde. Damit wurde der erste Präzedenzfall für die Landnahme der Nordfranzosen im Languedoc geschaffen, der besonders Montforts Begehrlichkeiten auf die Grafschaft Toulouse bestimmen sollte.
Raimund war unterdessen nach Toulouse zurückgekehrt, wo an ihn und die Stadtoberen die Aufforderung Arnaud Amaurys zur Auslieferung aller Häretiker an die Kreuzfahrer ergangen war; eine Namensliste hatte zuvor Bischof Fulko angefertigt. Unter Hinweis auf seine Absolution und die Amtsbefugnis des örtlichen Bischofsgerichts wiesen er und die Konsuln die geforderte Auslieferung zurück, wofür der Kreuzzugslegat die Stadt mit dem Interdikt belegte. Auf der gleichzeitig stattfindenden Synode in Avignon hatte der Legat Milon in dieser Verweigerung eine Verletzung der in Saint-Gilles geleisteten Gehorsamseide gesehen, am 6. September 1209 ein weiteres Mal die Exkommunikation über Raimund ausgesprochen und die Anklagen gegen ihn erneuert. Raimund begab sich darauf auf eine Reise an die Höfe König Philipps II. und Kaiser Ottos IV., die beiden Oberlehnsherren seiner Domänen, um bei ihnen um Unterstützung zu werben, was erfolglos blieb. Daraufhin war er direkt nach Rom gereist, wo ihm Innozenz III. sein Wohlwollen mitteilte und ihm eine ordentliche nach kanonischem Recht gültige Untersuchung der Vorwürfe durch seine Legaten versprach. Zugleich wurde er im Frühjahr 1210 zur Weiterführung der Bekämpfung der Häresie nach den Maßgaben des inzwischen verstorbenen Legaten Milon angehalten. Nach einer vom König von Aragón vermittelten, jedoch gescheiterten, Unterredung mit Simon de Montfort und Raimund Roger von Foix in Pamiers kehrte Raimund nach Toulouse zurück, dessen Bürgerschaft sich inzwischen in einen Parteistreit für und wider des Kreuzzuges gespalten hatte. Auf der einen Seite hatte sich Bischof Fulko an die Spitze der „weißen Bruderschaft“ (Confrérie blanche) gestellt, die den Kreuzzug unterstützte, während die Konsuln die „schwarze Bruderschaft“ (Confrérie noire) zum Kampf gegen die Kreuzritter formiert hatten. Das Klima des unterschwelligen Bürgerkriegs konnte einstweilen von Bischof Fulko gekühlt werden, als er in Eigenverantwortung die Absolution über die Stadt aussprach, nachdem er den Konsuln einen Treueid auf die Kirche hatte abnehmen können.
Die Sache Raimunds VI. hingegen blieb in der Schwebe, weil die päpstlichen Legaten die für ihn vom Papst angeordnete gerichtliche Untersuchung das ganze Jahr 1210 hindurch listenreich verzögerten und damit nach moderner Auffassung den Grafen zum Opfer einer Rechtsverweigerung machten. Stattdessen bekräftigten sie seine Exkommunizierung, um den Kreuzzug auf seine Territorien ausweiten zu können, der für Simon de Montfort längst zu einem Feudalkrieg zur Eroberung eines eigenen Herrschaftsgebiets geworden war. Nach einem Treffen mit Montfort in Ambialet im Winter 1210 und einem weiteren Mahnbrief des Papstes nahm Raimund im Januar 1211 in Narbonne an einer Generalkonferenz aller im Languedoc vertretenen Mächte teil, auf der ihm von den Legaten die Absolution versprochen wurde, vorausgesetzt er bekenne sich wieder zu den Eiden von Saint-Gilles und dem Kreuzzug. Tatsächlich aber hatte der Legat Arnaud Amaury diese Konferenz zu einer Aussöhnung zwischen Peter II. von Aragón und Simon de Montfort genutzt, die am 27. Januar in Montpellier, wohin sich die Konferenz vertagt hatte, mit einem Ehebündnis und einer Zusage zum Kampf der Kreuzfahrer gegen die Mauren vertieft wurde. Vor allem wurde damit Raimund seines letzten nennenswerten Verbündeten beraubt, dessen Schwester er zwar an seinen Sohn verheiraten, den er aber nicht zu mehr Unterstützung gegen die Kreuzfahrer gewinnen konnte, zumal Toulouse kein Vasall von Aragón war. Arnaud Amaury vollendete darauf seine Falle, indem er den Forderungskatalog um weitere für Raimund unannehmbare Bedingungen erweiterte, wie die Entlassung aller Söldner binnen eines Tages, Rückgabe kirchlichen Besitzes, Zerstörung aller festen Orte, Verlegung des städtischen Adels auf das Land, Auslieferung aller Häretiker, Versorgung des Kreuzzuges mit Nahrung und Waffen sowie die Einhaltung von Bußvorschriften, womit besonders die gräfliche Bekleidung gemeint war. Nachdem Raimund diese Forderungen erwartungsgemäß abgewiesen hatte, konnte der Legat am 6. Februar 1211 den über ihn verhängten Kirchenbann erneuern.
Noch bevor der Papst den Bann im April 1211 gebilligt hatte, nahm Raimund noch im März an der Belagerung von Lavaur teil, der ersten Stadt, die seiner Domäne unterstand. Nach der Aufgabe der Stadt am 3. Mai wurde offenbar, dass er insgeheim die Verteidiger unterstützt hatte, da unter ihnen mehrere seiner Vertrauensleute aufgegriffen wurden, darunter sein Seneschall Ramon de Recaut. Eine große Anzahl gefangen genommener Katharer wurden hier von den Kreuzfahrern verbrannt. Zu diesem Zeitpunkt hatte sich Raimund schon nach Toulouse abgesetzt, nachdem ein letzter Vermittlungsversuch seiner im Heer anwesenden Vettern, Peter von Auxerre und Robert von Courtenay, gescheitert war.

### Widerstand

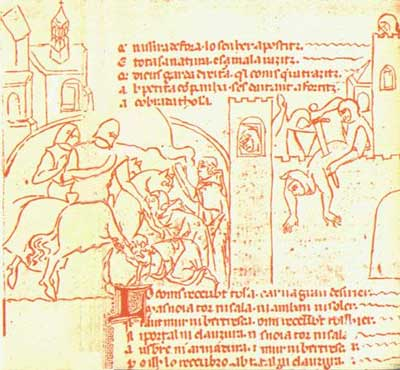
Einzug Raimunds VI. in Toulouse am 13. September 1217. Aus der Handschrift des Canso de la Crosada aus dem ersten Viertel des 13. Jahrhunderts. Paris, Bibliothèque nationale, Ms. 25 425, fol. 148.

Es war Raimunds endgültiger Bruch mit dem Kreuzzug und ein Triumph für den Legaten Arnaud Amaury, da sich Raimund nun, sollte er gegen den Kreuzzug aktiv vorgehen, und sei es nur als Verteidigung, in den Augen des Papstes ins Unrecht setzen würde. Im Sommer 1211 entschloss er sich tatsächlich zum bewaffneten Kampf gegen die Kreuzritter. Im Handstreich eroberte er das von ihnen gehaltene Castelnaudary, eine strategisch wichtige Zwischenstation von Carcassonne nach Toulouse, und evakuierte seine Bevölkerung. Anschließend besetzte er die Burg von Montferrand mit einer starken Garnison, die er seinem Bruder Balduin anvertraute, der allerdings schon bald darauf Verrat an dem Bruder beging und auf die Seite von Montfort und dem Kreuzzug wechselte. Nichtsdestotrotz hatte Raimunds Erhebung eine allgemeine Mobilisierung der Ritterschaft des Languedoc ausgelöst, die sich nun um sein Banner zum geschlossenen Widerstand sammelte. Bei Bruniquel traf er sich noch einmal zu einer Unterredung mit Montfort, der inzwischen das Land bis zum Tarn verheert hatte, und bot diesem seine Unterwerfung gegenüber der Kirche an, sofern die Erbrechte seiner Nachkommen respektiert würden. Als Montfort dieses Angebot zurückwies, wurde offenbar, dass eine Unterwerfung Raimunds nicht im Sinne des Kreuzzugsführers lag, sondern die Inbesitznahme seines Landes, wie es ihm schon im Falle der Trencavel gelungen war.
Am 15. Juni 1211 erreichten die Kreuzfahrer erstmals Toulouse und nahmen die Belagerung der Stadt auf. Raimund konnte sich indes auf die starken Mauern und die Bürgerschaft seiner Hauptstadt verlassen, deren kommunale Freiheiten er garantierte, und auf die Schlagkraft der Grafen Raimund Roger von Foix und Bernard IV. von Comminges, die sich ihm angeschlossen hatten. Der Parteikampf in der Stadt war angesichts der Ereignisse von Lavaur beendet worden, worauf Bischof Fulko und der Dompropst sie barfüßig verlassen mussten, nicht ohne zuvor den Bann über sie auszusprechen. Am 16. Juni unternahmen Raimund und Foix einen Ausfall, um die Kreuzritter beim Überqueren der Brücke von Montaudran zu hindern, wurde von diesen allerdings zurückgeschlagen, wobei sein Sohn Bertrand gefangen genommen wurde, für dessen Freikauf ein hohes Lösegeld aufgebracht werden musste. Auch wenn die Kreuzfahrer das Umland von Toulouse verwüsteten, konnten sie gegen die Befestigungswerke der Stadt mit ihren fünfzehn Türmen nichts aufbieten und waren nach zwei Wochen zum Abbruch der Belagerung genötigt. Nach diesem Erfolg hatten die Stadtoberen ein Bündnisangebot an den König von Aragón gerichtet („Wenn das Haus deines Nachbarn brennt, geht es auch dich etwas an…“), allerdings war der mit dem Krieg gegen die Mauren (Almohaden) beschäftigt.
Montfort reagierte darauf mit einem Zug in das Land von Foix um anschließend wieder, Toulouse weiträumig im Osten umgehend, in den Norden zu marschieren und dabei Castelnaudary wieder zu besetzen. Im Spätsommer 1211 verheerte er das Umland von Cahors und zerstörte die gräfliche Burg Caylus. Anfang Oktober entschlossen sich Raimund und seine Verbündeten, denen sich Vizegraf Gaston VI. von Béarn und mehrere Kommunalmilizen des Toulousain angeschlossen hatten, zu einer Gegenoffensive, um Castelnaudary erneut zurückzuerobern, das von den Kreuzrittern nun allerdings stärker besetzt war. Dennoch gelang den Verbündeten die Einnahme der Stadt nach einem mehrwöchigen Stellungskampf, bei dem sich allerdings Montfort als taktisch überlegener Feldherr erwies, indem er sein Heer durch einen geordneten Rückzug hatte retten können. Daraufhin bediente sich Raimund einer propagandistischen List, auf die er sich besser als auf die Kriegsführung verstand, indem er den Sieg über Montfort und dessen Gefangennahme verkünden ließ, was tatsächlich einen allgemeinen Aufstand gegen die Kreuzfahrerbesatzungen auslöste, nach der die meisten Ortschaften entlang des Tarn wieder befreit wurden. Im Frühjahr 1212 konnte Montfort jedoch seine von Fanjeaux aus sternförmig erfolgten Operationen wiederaufnehmen und mehrere Burgen im Lauragais, Quercy, Albigeois, Périgord und Comminges einnehmen. Sein Ziel war die Isolierung von Toulouse von seinem Umland, um die so geschwächte Stadt in einer zweiten Belagerung endlich einnehmen zu können. Raimund und seine Verbündeten waren ihm dabei zur Vermeidung einer offenen Feldschlacht stets aus dem Weg gegangen. Im März wurde der Legat Arnaud Amaury zum Erzbischof von Narbonne ernannt, der sich dazu auch den Titel eines „Herzogs von Narbonne“ aneignete, der allerdings traditionell von den Grafen von Toulouse geführt wurde. Dies stellte nur den ersten Schritt der von den Kreuzzugsführern beabsichtigten Enteignung Raimunds dar, den Montfort am 1. Dezember 1212 fortsetzte, als er in Pamiers für das gesamte „Albigenserland“ geltende Rechtsstatuten erließ, die sich an den Rechtsgewohnheiten Nordfrankreichs orientierten. Obwohl er hier noch auf den Grafentitel von Toulouse verzichtete, hatte er dennoch zu verstehen gegeben, dass er sich von nun an als rechtmäßiger Herr des gesamten Languedoc betrachtete.

### Niederlage bei Muret
Um der militärischen Überlegenheit Montforts etwas entgegensetzen zu können, war Raimund bereits im September 1212 nach Aragón gereist, um endlich König Peter II. zum Einschreiten zu bewegen. Der Zeitpunkt dafür war dieses Mal günstiger gewählt, da der König am 16. Juli die Mauren auf der „Ebene von Tolosa“ (Las Navas de Tolosa) in einer großen Schlacht besiegt hatte und sich nun den Angelegenheiten nördlich der Pyrenäen zuwenden konnte. Bei der Unterredung arbeiteten beide einen Vorschlag für einen umfassenden Friedensplan für das vom Kreuzzug in Aufruhr gebrachte Languedoc aus, den sie dem Papst zur Genehmigung vorlegten. Dieser Vorschlag beinhaltete auch die feudalrechtliche Unterordnung Raimunds gegenüber den König von Aragón, der damit der neue Lehnsherr von Toulouse werden sollte. Auch hatte sich Raimund zur Abdankung zugunsten seines Sohnes bereit erklärt, für den der aragónesische König die Regierung bis zur Mündigkeit übernehmen sollte. Die bereits bestehende dynastische Bande zwischen Toulouse und Barcelona sollte damit zu einer echten staatlichen Bindung erweitert werden, die Aragón der Realisierung seines alten Traums von der Errichtung eines „Pyrenäenreichs“ (Imperi pirinenc) sehr nahe brachte, wie es von einigen katalanischen Historikern bezeichnet wird, das den geografischen Raum des heutigen Südfrankreich ausmachen sollte. Für Raimund bedeutete dieser Schritt nicht nur die endgültige Beilegung des Streits seines Hauses mit Aragón, sondern auch die Lösung seiner Lehensbande zu Frankreich, von dessen König und Cousin er bestenfalls nur Lippenbekenntnisse statt handfestem Schutz erhalten hatte. Peter II. von Aragón aber hatte sich zu seiner Sache bekannt, ein ordentliches Verfahren für ihn gefordert und sich außerdem zum Vormund des jungen Raimund VII. gemacht, dessen Erbrechte nicht in Frage zu stellen seien. Simon de Montfort aber, der als Vizegraf von Carcassonne-Béziers bereits 1211 anerkannt wurde, habe herrscherliche Rechte in Ländereien usurpiert, die ihm nicht zugesprochen worden, wofür er in die Schranken gewiesen werden müsse.
Der diplomatische Vorstoß wurde von Papst Innozenz III. gebilligt, da dieser ihm einen Ausweg aus der verfahrenen Situation im Languedoc aufzeigte, in die ihn der Kreuzzug manövriert hatte. In mehreren Schreiben an Arnaud Amaury und Simon de Montfort vom Januar 1213 ordnete er die Aussetzung des Kreuzzugs an und ermahnte letzteren, sich an die geltenden Lehnsrechte zu halten und widerrechtlich angeeignetes Land zu verlassen. Noch im selben Monat trafen sich alle Konfliktparteien zwischen Toulouse und Lavaur, wahrscheinlich in Verfeil, wo über den Friedensplan verhandelt werden sollte. Doch die Kreuzzugsführer und die hohe Geistlichkeit des Languedoc lehnte ihn bereits am 18. Januar auf ganzer Linie ab, noch bevor die päpstlichen Bullen zur Kreuzzugsaussetzung eingetroffen waren, was sie gegenüber den Papst schriftlich begründeten und diesen zu einer Wiederaufnahme des Kreuzzugs drängten, um das bereits Gewonnene nicht zu verlieren. Auch sprachen sie den Reuebekundungen Raimunds jede Glaubwürdigkeit ab, da dieser immerhin mit dem gebannten Kaiser Otto IV. und Johann Ohneland verbündet sei, und forderten seine Bekämpfung bis zur Vernichtung, oder den Worten Arnaud Amaurys folgend, nach dem maurischen müsse nun auch das häretische Tolosa fallen. Ohne eine Reaktion des Papstes ob dieser Vorgänge abzuwarten, beschworen Raimund VI., sein Sohn Raimund VII. und die Stadtkonsuln, wie auch die Grafen von Foix, Comminges und Béarn am 27. Januar 1213 in Toulouse ihre Treue zu König Peter II. von Aragón als Lehns- und Schutzherrn ihrer Domänen. Das „Pyrenäenreich“ hatte damit Gestalt angenommen. Der König bezeichnete dazu Simon de Montfort als rebellischen Vasallen und befahl diesem, sich an die geltenden Feudalrechte zu halten. Montfort reagierte darauf mit einer formellen Aufkündigung seiner Vasallität, da das Anliegen des Kreuzzugs höheres Gewicht besitze und auf jeden Fall fortgeführt werden müsse, was einer Kampfansage gleichkam. Am 21. Mai hatte der Papst dem Drängen seiner Legaten nachgegeben und seine Billigung des aragónesischen Friedensplans wie auch die Aussetzung des Kreuzzugs widerrufen.
Ohne das Schreiben des Papstes abzuwarten, hatte Montfort die Kampfhandlungen wieder aufgenommen und das untere Comminges um Muret besetzt. Raimund erstürmte im Gegenzug am 20. Juli 1213 Le Pujol (heute Sainte-Foy-d’Aigrefeuille), wo alle anwesenden Kreuzritter getötet wurden. Ende August überquerte Peter II. von Aragón an der Spitze seines katalanischen Heeres die Pyrenäen, dem sich Raimund und die anderen okzitanischen Fürsten am 8. September vor Muret anschlossen, wo die entscheidende Schlacht gegen den Kreuzzug ausgetragen werden sollte. Im Kriegsrat trat Raimund als Verfechter einer defensiven Taktik auf, in der das Feldlager mit Palisaden umzäunt und die anstürmenden Kreuzritter durch einen Pfeilhagel dezimiert werden sollten. Erst wenn diese von Verlusten geschwächt ihren Elan verloren hätten, sollte ihnen eine abschließende Reiterattacke den Rest geben. Von den Katalanen wurde ihm dieser Vorschlag allerdings als Feigheit ausgelegt, die es des ritterlichen Ethos für unwürdig erachteten, sich hinter Palisaden vor einem zahlenmäßig unterlegenen Gegner zu verschanzen. Folglich begingen sie in der Schlacht bei Muret am 12. September einen fatalen Fehler, als sie den geordneten und taktisch diszipliniert geführten Reihen der Kreuzritter entgegenstürmten und sich von diesen in planlos geführten Zweikämpfen aufreiben ließen. Nachdem sich der Tod des zuvorderst mitkämpfenden König von Aragón herumgesprochen und Montfort eine Attacke auf die Reserve der Alliierten ausgeführt hatte, entschloss sich Raimund zum Rückzug vom Schlachtfeld nach Toulouse.

### Enteignung
Der katastrophale Ausgang der Schlacht hatte nicht nur das „Pyrenäenreich“ augenblicklich zusammenbrechen lassen, der neue König von Aragón war noch ein Kind, Raimund hatte zugleich auch seinen einzigen nennenswerten Beschützer verloren. Montfort verzichtete auf einen sofortigen Zug gegen Toulouse, dessen Stadtoberen bereits Verhandlungen zu ihrer Unterwerfung mit ihm führten, und beschränkte sich auf die Fortführung seiner Isolationspolitik. Raimund selbst war nicht zur Aufgabe bereit und verlegte sich wieder auf das Feld der Diplomatie. Nachdem er einen Monat am Hof seines ehemaligen Schwagers Johann Ohneland in England verbracht hatte, war er ins Toulousain zurückgekehrt, wo sich ihm im Februar 1214 in Montauban wieder der Graf von Foix anschloss. Hier ließ er auch seinen gefangen genommenen Bruder Balduin wegen seines Verrats von 1211 hängen. Dem Eroberungszug Montforts konnte er allerdings nichts entgegensetzen, der nach der Einnahme von Casseneuil und Sévérac bis zum Jahresende 1214 weitgehend abgeschlossen war. Raimund war in dieser Zeit nach Rom gereist, um erneut bei Innozenz III. für seine Sache einzutreten. Indem er als reuiger Büßer aufgetreten war und seine Rechte und sein Land in einem notariellen Akt an den Papst abgetreten hatte, wurde ihm tatsächlich die Absolution erteilt. Vor allem hatte er damit die Vertagung seiner Angelegenheiten auf das für den November 1215 einberufene vierte Laterankonzil erreichen können und damit das vom Legaten für Frankreich Robert de Courçon, der im heimlichen Einvernehmen mit Montfort stand, einberufene Kreuzzugskonzil von Montpellier (Januar 1215) desavouieren können, wo sich der anwesende Klerus bereits für seine Enteignung zugunsten Montforts ausgesprochen hatte.
In dieser Zeit hatten sich auch in Toulouse selbst einige Veränderungen zugetragen, als dort im April 1215 auf Initiative des Mönchs Dominikus de Guzmán, der seit Jahren ein Augenzeuge des Kreuzzugs gewesen war, und unter Mitwirkung des Bischofs Fulko ein neuer katholischer Orden gegründet wurde, der 1217 auch die Anerkennung der Kurie erhielt. Der Dominikanerorden hatte sich der Bekämpfung der Häresie durch Predigten verschrieben und sollte später in der Zeit der Verfolgung durch die Inquisition zu einem entscheidenden Faktor in der Politik des Languedoc werden. Als Raimund aus Rom zurückgekehrt war, hatte er außerdem im Haus eines Bürgers Quartier nehmen müssen, da sein Grafenpalast, das Château Narbonnais, von Bischof Fulko okkupiert worden war, der damit den Sieg des Kreuzzuges über den Grafen symbolisch demonstrieren wollte. Im selben Monat war der französische Kronprinz Ludwig VIII. als „Pilgerreisender“ in das Languedoc und mit Montfort in Kontakt gekommen, offenbar um für seinen Vater die Lage vor Ort zu sondieren. Beide konnten schließlich ungehindert in Toulouse einziehen, das Raimund und sein Sohn wiederum verlassen mussten. Sie waren nach Rom gereist, wo ab dem 14. November 1215 über die Albigenserfrage und ihr Schicksal entschieden wurde.
Tatsächlich zeigten sich der Papst und überraschend auch Arnaud Amaury, der inzwischen über die Hoheit über Narbonne mit Montfort im Streit lag, eher der Sache Raimunds zugeneigt, indem auf dessen Absolution verwiesen wurde, die seine Enteignung nicht erlaube. Auch dürfe Raimund VII. nicht für die früheren Verfehlungen seines Vaters verantwortlich gemacht und enterbt werden. Eine Entscheidung gegen sie entspreche einer Rechtsverweigerung. Dennoch gelang es den Anhängern Montforts, angeführt von Bischof Fulko, in Geheimverhandlungen entscheidenden Druck auf den Papst auszuüben, weshalb dieser am 30. November im abschließenden Urteil Raimund als Unterstützer der Häresie verurteilte, erneut die Exkommunikation aussprach, ihm die Grafenkrone aberkannte und ihn enteignete; seine Rechte und Besitzungen sollten auf Simon de Montfort übergehen. Die Grafschaft Melgueil wurde konfisziert und an den Bischof von Maguelone übertragen. Dem jungen Raimund VII. wurde lediglich das Agenais als Erbe seiner Mutter zuerkannt, sowie eine zukünftige Restitution der Markgrafschaft Provence in Aussicht gestellt. Raimund VI. wurde weiterhin zum Exil auf unbekannte Dauer verurteilt und lediglich eine jährliche Rente von 400 Mark zugesprochen, die aus seinen ehemaligen Ländereien aufgebracht werden sollten.

### Rückeroberung
Nach einer Pilgerreise über Viterbo und Venedig, wo er die Reliquien des heiligen Markus besichtigte, reiste Raimund mit seinem Sohn von Genua aus auf dem Seeweg nach Marseille, wo sie im Frühjahr 1216 entgegen ihrer Verurteilung zum Exil wieder ihr Land betraten. Montfort hatte am 8. März die Huldigung der Stadtoberen von Toulouse entgegengenommen und sich dazu erstmals als „Graf von Toulouse“ titulieren lassen. Anschließend war er nach Nordfrankreich gereist, um dort im April in Melun an König Philipp II. seine Huldigung als „Graf von Toulouse, Herzog von Narbonne und Vizegraf von Béziers und Carcassonne“ entgegenzubringen, womit seine Inbesitznahme nun auch nach weltlichem Recht sanktioniert wurde. Seine Abwesenheit nutze Raimund sofort zur Eröffnung des Rückeroberungskampfes seines Landes. Der Adel und die Bürger der Provence sammelten sich umgehend um ihn und erhoben sich zum Aufstand gegen die Kreuzritter. Raimund selbst übertrug den Kampf in der Provence seinem Sohn, dem die Befreiung von Beaucaire gelang, und reiste selbst nach Aragón weiter. Während Montfort bis zum August 1216 mit der Belagerung von Beaucaire beschäftigt war, kam es in Toulouse zu einem Aufstand der Bürger gegen seine Herrschaft, der von Bischof Fulko zwar noch beruhigt werden konnte, auf den die Kreuzritter aber mit einer Plünderung der Stadt reagierten.

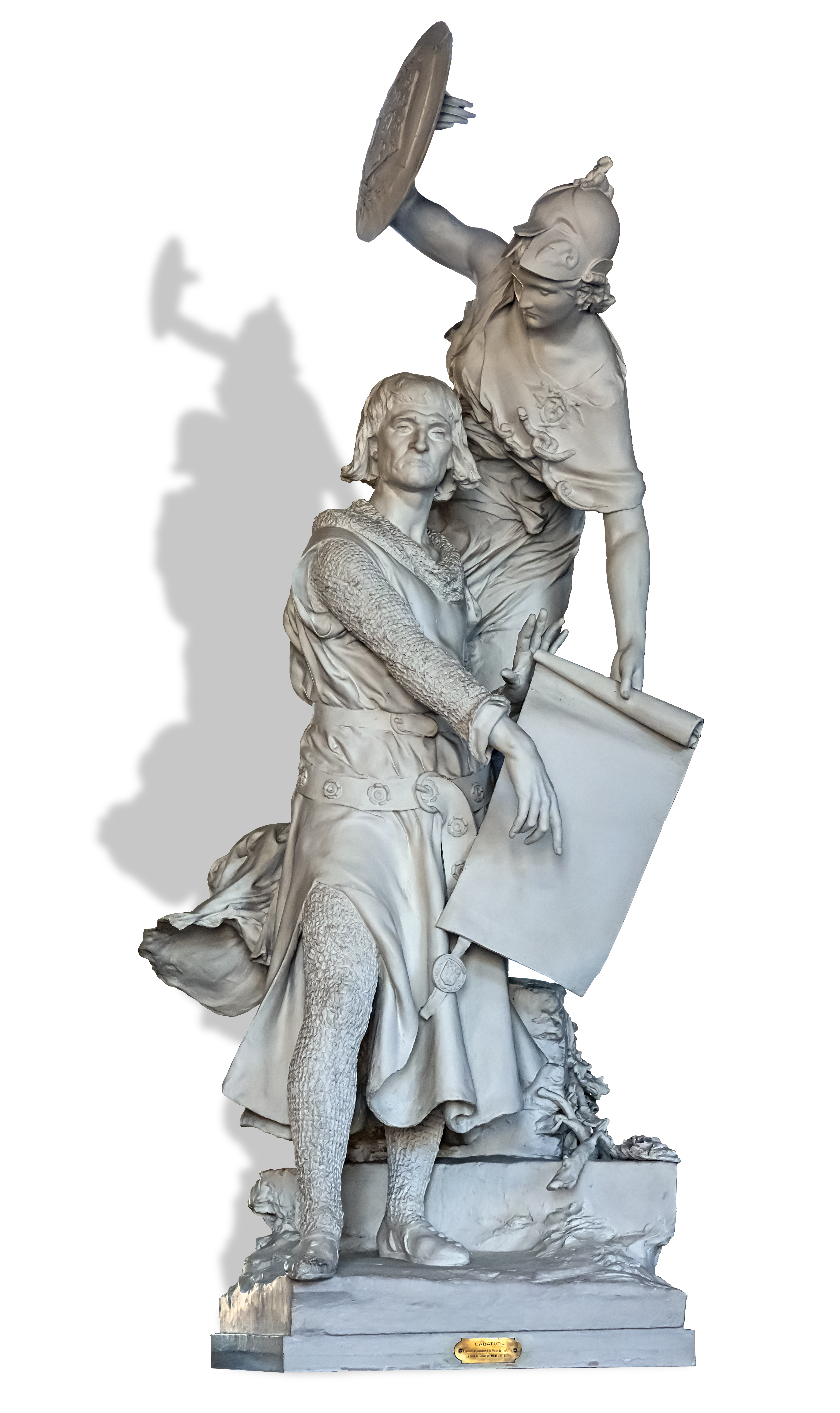
Graf Raimund VI. verkündet den Bürgern von Toulouse den Tod Simons de Montfort 1218. Statue im Rathaus von Toulouse (Jules Jacques Labatut, 19. Jahrhundert).

Während Montfort das Toulousain einstweilen noch halten konnte, war dem jungen Raimund VII. bis zum Jahresbeginn 1217 die Befreiung der Markgrafschaft Provence gelungen, durch die Raimund VI. von März bis Mai dieses Jahres ziehen und mehreren Städten des Rhônetals Privilegien gewähren konnte. Anschließend war er nach Aragón zurückgereist, um seine Vorbereitungen zu einem Zug nach Toulouse abzuschließen. Die Abwesenheit Montforts ausnutzend, der in die Provence aufgebrochen war, überschritt Raimund zu Septemberbeginn mit einem Heer, bestehend aus exilierten Rittern, so genannten Faydits, die Pyrenäen. In Saint-Lizier schlossen sich ihm seine alten Verbündeten von Foix und Comminges mit ihren Söhnen an. Am 12. September erreichte er am linken Ufer der Garonne marschierend den Vorort Saint-Cyprien, um im Morgengrauen des folgenden Tages über den Fluss zu setzen und unbemerkt von der französischen Besatzung im Château Narbonnais durch das gegenüberliegende Tor von Saint-Sernin in die Stadt einzumarschieren. Die augenblicklich bewaffnete Bevölkerung verübte ein Massaker an den überraschten französischen Besatzungstruppen, von denen sich einige in das Château Narbonnais retten konnten. Nachdem Raimund das von Montfort aufgelöste Konsulat wiederhergestellt hatte, gingen er und die Bürger daran, sich auf den Gegenschlag ihres Feindes vorzubereiten. Der größte Teil des Adels des Toulousain, der sich zuvor nur unter Zwang hatte Montfort unterwerfen müssen, schloss sich ihnen an. Die Tag und Nacht durchgeführten Wiederaufbauarbeiten an der Stadtmauer, die Montfort hatte schleifen lassen, wurden lediglich am 22. September von dessen Bruder Guy de Montfort gestört, der sich bis zum Château Narbonnais durchkämpfen wollte, aber an der Verteidigung der Tolosaner scheiterte.
Im Oktober 1217 war Simon de Montfort aus der Provence zurückgekehrt, wo er von einem Hilfsschreiben seiner Frau über die Vorgänge in Toulouse unterrichtet worden war. Ihm gelang auf Anhieb die Einnahme des Vorortes Saint-Michel und die Befreiung des anliegenden Château Narbonnais, das er wieder zu seinem Standquartier machte. Ein erster Versuch, über den Vorort Saint-Cyprien in die Stadt vorzudringen scheiterte, worauf sich Montfort auf eine Belagerung einstellte, die zehn Monate andauerte. Die entscheidenden Kämpfe wurden allerdings erst im Mai 1218 aufgenommen, nachdem die Kreuzfahrer Verstärkung erhalten hatten. Am 7. Juni konnte hingegen Raimund VII. unter dem Jubel der Bevölkerung in der Stadt einziehen und die Verteidiger mit einem Kontingent provenzalischer Ritter verstärken. Am 24. Juni begann Montfort den Sturmangriff auf die Stadtmauern, der den ganzen Tag über bis in den Morgen des folgenden Tags andauerte. Als bei einem Ausfall der Verteidiger sein Bruder in der Nähe der Mauer in der Reichweite der Katapulte von einem Pfeil vom Pferd geschossen wurde, wollte er ihm zu Hilfe eilen. Dabei traf ihn ein Geschoss eines der Katapulte, das von tolosanischen Frauen bedient wurde, am Kopf und tötete ihn. Der junge Amaury de Montfort beabsichtigte die Belagerung fortzusetzen, doch die entmutigten Gefolgsmänner seines Vaters stimmten ihn schließlich am 25. Juli zum Abbruch der Belagerung und Rückzug nach Carcassonne um.

### Letzte Jahre
Auf den Tod des Kreuzzugsführers waren im ganzen Languedoc Erhebungen gegen die Kreuzfahrer ausgebrochen. Raimund hatte es seinem Sohn überlassen, die Burgen und Städte seiner Domänen bis zum Jahresende 1218 zu befreien und die Unterwerfung seiner alten Vasallen entgegenzunehmen. Sogar die Stadt Albi hatte sich mit Zustimmung ihres Bischofs, einem überzeugten Kreuzzügler, wieder seiner Hoheit unterstellt. Im Frühjahr 1219 wurde den Kreuzfahrern bei Baziège eine schwere Niederlage zugefügt. Die Lage wurde noch einmal bedrohlich, als Anfang Juni Kronprinz Ludwig VIII. auf Drängen Papst Honorius’ III. mit einem Kreuzzugsheer vor Marmande erschien und seine Männer nach ihrer Aufgabe ein Massaker an der Bevölkerung verübten. Am 17. Juni erreichte er Toulouse mit der Absicht, sie zu belagern. Raimund wurde von seinen Ratgebern dazu gedrängt, die Anwesenheit des Prinzen für eine diplomatische Offerte zu nutzen. Amaury de Montfort hatte zwar vom Heiligen Stuhl die Rechte seines Vaters als Graf von Toulouse übertragen bekommen, eine lehnsrechtliche Bestätigung seitens des französischen Königs dazu war aber bislang ausgeblieben. Indem sich Raimund nun als Vasall der französischen Krone erbot, was er bis 1213 bereits gewesen war, könnte er sein Verhältnis zu Philipp II. normalisieren und zugleich einen neuen Schutzherrn gegen den Kreuzzug gewinnen. Auch wären damit alle Rechtsansprüche der Montfort hinfällig geworden. Unter Hinweis auf das Unrecht, das der Prinz in Marmande zu verantworten hatte, lehnte es Raimund allerdings ab, den ersten Schritt auf ihn zuzugehen, und beschloss die Verteidigung der Stadt. Am 1. August hatte Prinz Ludwig nach Verstreichen der Mindestkampfzeit von 40 Tagen die Belagerung abgebrochen und die Heimreise nach Nordfrankreich angetreten.
Danach gingen Raimund und sein Sohn die Bekämpfung der restlichen Kreuzfahrer an. Im Winter 1219 gelang ihnen im Lauragais die Gefangennahme der Brüder Foucaud und Jean de Berzy, die sich in den vergangenen Jahren als besonders grausame Raubritter erwiesen hatten; sie wurden enthauptet und ihre Köpfe in Toulouse auf Lanzen aufgespießt. Anschließend wurden nacheinander Lavaur, Puylaurens und Castelnaudary befreit. Amaury de Montfort reagierte mit einer Belagerung der letztgenannten Stadt, wobei im April 1220 sein jüngerer Bruder Guy getötet wurde. Der seit 1216 amtierende Papst Honorius III. unternahm im zweiten Halbjahr 1220 noch einen Versuch, den Kreuzzug seines Vorgängers zu retten, indem er noch einmal ohne Erfolg den französischen König zur Kreuznahme aufrief und den Grafen des Albigenserlandes mit Sanktionen drohte.

## Tod
Im Februar 1221 gab Amaury de Montfort die Belagerung von Castelnaudary auf und zog sich nach Carcassonne zurück. Dies stellte die letzte größere militärische Operation des von Innozenz III. 1208 proklamierten Kreuzzuges dar, der bis zum Jahr 1224 zur Kapitulation der letzten Kreuzfahrer in Carcassonne führen sollte, nach einem fünfzehn Jahre andauernden Krieg. Raimund VI. selbst wurde nicht mehr Zeuge dieses Triumphs wie auch des anschließenden Kreuzzugs König Ludwigs VIII. im Jahr 1226, der die Existenz des Hauses Toulouse noch einmal ernsthaft bedrohte und letztlich den Schlussakt in seiner Geschichte einläutete. Er starb am 2. August 1222 im Alter von 65 Jahren im Haus eines Freundes in Toulouse, an seinem Sterbebett umgeben von Katholiken und Katharern. Seine Witwe Eleonore von Aragón zog sich darauf in die Kartause von Valbonne zurück.
In seinem am 30. Mai 1218 verfassten zweiten Testament hatte Raimund VI. den Wunsch geäußert, als Ritter vom Orden des Hospitals des heiligen Johannes von Jerusalem bestattet zu werden, als sein letztes Bekenntnis zum katholischen Glauben, der ihm von seinen Feinden stets in Abrede gestellt worden war. Statt wie bei überzeugten Katharern üblich auf dem Sterbebett das Consolamentum zu empfangen, hatte er tatsächlich den Mantel eines Hospitaliterritters angelegt bekommen. Weil er aber noch immer im Kirchenbann stand, durfte er nicht in geweihter Erde bestattet werden. Im Jahr 1247 hatte Raimund VII. bei Papst Innozenz IV. um eine postume Absolution seines Vaters ersucht, die eine ordnungsgemäße Bestattung seiner Überreste erlaubt hätte. Doch das Ersuchen wurde abgewiesen, so dass die Gebeine des Grafen noch immer in einem Gang des Hospitaliterhauses von Toulouse, dem heutigen Hôtel des Chevaliers de Saint-Jean de Jérusalem in der Rue de le Dalbade, aufgebahrt waren, als Guillaume de Puylaurens in der zweiten Hälfte des 13. Jahrhunderts seine Chronik niederschrieb. Hier waren sie noch über 400 Jahre öffentlich zu sehen gewesen, bis der Lokalhistoriker Jean Jacob Percin am 18. September 1692 als letzter den Schädel des Grafen begutachten konnte, bevor dieser wie die anderen Überreste auch verschwand. Angeblich wies der Schädel eine Vertiefung in Form einer Fleur-de-Lys auf, gemeinhin ein Zeichen göttlicher Gnade.

## Urteil
Als einer der Protagonisten des Albigenserkreuzzuges, ja als dessen eigentlicher Hauptantagonist, ist die Person Graf Raimunds VI. in nahezu allen Publikationen zu diesem Themenbereich Bestandteil kritischer Betrachtungen, die sich durch das Fehlen eines gemeinsamen Nenners auszeichnen. So wird von den einen seine Einstellung zu den Katharern als Beispiel religiöser Toleranz gewürdigt, während seine Kritiker darin eine bloße Nachlässigkeit und Gleichgültigkeit erkennen. Genauso wie sein geringes Maß an kriegerischen Fähigkeiten als Ausdruck einer friedliebenden Natur oder im Umkehrschluss als Schwäche ausgelegt wird. Vor allem sein Verhalten im Jahr 1209 mit seiner „Kreuznahme“ wird bis heute äußerst negativ beurteilt, zumal unklar ist, ob sie eine der Bedingungen für seine Absolution war. Für seine Kritiker war sie jedenfalls ein Akt der Scheinheiligkeit und Feigheit. Scheinheilig deshalb, weil er den Eid von Saint-Gilles noch im selben Jahr wieder brach, und feige, weil er nicht den Mut zum Kampf gegen den Kreuzzug aufbrachte, sich ihm stattdessen kapitulierend unterwarf. Dabei wird ihm auch die Hoffnung unterstellt, vom Untergang seines Nachbarn und Neffen Raimund Roger Trencavel profitieren zu können, wenngleich dies eine Minderheitenmeinung bleibt. Allein was die ihm unterstellte Verwicklung in die Ermordung Pierres de Castelnau anbelangt, die den Vorwand zum Kreuzzug lieferte, herrscht heute weitgehend Einigkeit, dass diese unwahrscheinlich ist. Der wahre Tathergang bleibt für immer im Dunkeln, allein schon der Name des Attentäters ist unbekannt, aber spätestens seit 1207 waren Raimund die Intentionen Innozenz’ III. zu einem Kreuzzug bekannt, dem er gewiss keinen Vorwand dazu so bereitwillig geboten hätte.
In religiöser Hinsicht war Raimund VI. sein Leben lang mehr dem katholischen Glauben zugeneigt, was ihn in machtpolitischen Auseinandersetzungen freilich nicht daran hinderte, kirchliche Einrichtungen zu erpressen oder zu berauben, worin er sich allerdings nicht von vielen seiner Zeitgenossen unterschied. Für einen besonders frommen Lebenswandel, wie ihn beispielsweise eine Generation später Ludwig IX. der Heilige praktizierte, oder für fanatischen Glaubenseifer, dem vor allem die geistlichen Kreuzzugsführer nachgegangen waren, hatte er nichts übrig. Er pflegte nicht nur öffentlichen Umgang mit Katharern und Juden, er beteiligte sie auch an seiner Staatsführung als Berater und Beamte, was die Vorbehalte seiner Feinde gegen ihn zusätzlich nährte. Zweifelsohne hatte seine Haltung zur Häresie ihre weite Verbreitung im gesamten Languedoc, wenn schon nicht direkt gefördert, so doch indirekt begünstigt, was ihn in den Augen von Pierre des Vaux-de-Cernay zu einem gläubigen Katharer, zum „Diener des Teufels“ machte, was durch den Eidbruch von 1211 nur noch bestätigt wurde. In seiner Chronik hatte der Zisterziensermönch und überzeugte Kreuzzügler keinen Hehl aus seinem blinden Hass gegen den Grafen gemacht. Die Autoren der Canso de la Crosada und Guillaume de Puylaurens beurteilen den Grafen nüchterner bis hin zu Sympathie, als Anführer des Widerstands gegen die nordfranzösischen Kreuzfahrer. Dem Kreuzzug selbst gehörte er in der Zeit seiner Unterwerfung von 1209 bis 1211 zwar passiv an, unterstützte diesen aber zu keiner Zeit mit Waffen, Nahrung oder Kriegern.
Michel Roquebert bescheinigte Raimund VI. eine hohe politische Intelligenz, die ihn zu listenreichen, gerissenen und durchaus mutigen Handlungen befähigte. In den Bestrebungen seiner frühen Herrscherjahre, die Konflikte seiner Vorfahren auf diplomatische Weise zu lösen, sowie sein mangelndes Talent als Feldherr deute bei dem Grafen eher auf einen friedliebenden Charakter, der es um das Schlimmste zu verhindern in Kauf genommen habe, von seinen Zeitgenossen und der Nachwelt falsch beurteilt zu werden.

## Rezeption
Raimund VI. von Toulouse ist neben Moses, Konfuzius und Sokrates Thema eines Gemäldeensemble im Saal des Supreme Court des Minnesota State Capitols. Das von John La Farge 1903 geschaffene Deckengemälde, mit dem Titel The Adjustment of Conflicting Interests: Count Raymond of Toulouse swears at the Altar to observe the Liberties of the City, zeigt den Grafen vor dem Bischof als Verteidiger städtischer Freiheiten und kommunalen Besitzes. Dieses Gemälde veranschaulicht die Bedeutung ausgewogener Interessen zwischen Bürgern, Kirche und Staat für einen politisch Handelnden.
Raimund VI. hatte sich am 12. November 1196 in Notre-Dame de la Daurade gegenüber den Konsuln von Toulouse zur Anerkennung der wirtschaftlichen und politischen Autonomie der Stadt verpflichtet, gemäß den Eiden, die bereits sein Vater und Großvater geschworen hatten. Diesen Eid hatte er nie gebrochen.

## Familiäres

### Vorfahren
| Raimund IV. von Toulouse (1041–1105) | Raimund IV. von Toulouse (1041–1105) | Raimund IV. von Toulouse (1041–1105) | Raimund IV. von Toulouse (1041–1105) | Raimund IV. von Toulouse (1041–1105)   | Raimund IV. von Toulouse (1041–1105)   |                                        |                                        | Elvira von Kastilien                   | Elvira von Kastilien                   | Elvira von Kastilien | Elvira von Kastilien | Elvira von Kastilien                | Elvira von Kastilien                |                                     |                                     | Raimund II. von Uzès (?–1138)       | Raimund II. von Uzès (?–1138)       | Raimund II. von Uzès (?–1138) | Raimund II. von Uzès (?–1138) | Raimund II. von Uzès (?–1138) | Raimund II. von Uzès (?–1138) |                  |                  | ?                | ?                | ? | ? | ?                                    | ? |  |  | Philipp I. von Frankreich (1052–1108) | Philipp I. von Frankreich (1052–1108) | Philipp I. von Frankreich (1052–1108) | Philipp I. von Frankreich (1052–1108) | Philipp I. von Frankreich (1052–1108) | Philipp I. von Frankreich (1052–1108) |                                       |                                       | Bertha von Holland (ca.1055–1093)     | Bertha von Holland (ca.1055–1093)     | Bertha von Holland (ca.1055–1093) | Bertha von Holland (ca.1055–1093) | Bertha von Holland (ca.1055–1093) | Bertha von Holland (ca.1055–1093) |                          |                          | Humbert II. von Savoyen (ca.1060–1103) | Humbert II. von Savoyen (ca.1060–1103) | Humbert II. von Savoyen (ca.1060–1103) | Humbert II. von Savoyen (ca.1060–1103) | Humbert II. von Savoyen (ca.1060–1103) | Humbert II. von Savoyen (ca.1060–1103) |                         |                         | Gisela von Burgund      | Gisela von Burgund      | Gisela von Burgund | Gisela von Burgund | Gisela von Burgund | Gisela von Burgund |
| Raimund IV. von Toulouse (1041–1105) | Raimund IV. von Toulouse (1041–1105) | Raimund IV. von Toulouse (1041–1105) | Raimund IV. von Toulouse (1041–1105) | Raimund IV. von Toulouse (1041–1105)   | Raimund IV. von Toulouse (1041–1105)   |                                        |                                        | Elvira von Kastilien                   | Elvira von Kastilien                   | Elvira von Kastilien | Elvira von Kastilien | Elvira von Kastilien                | Elvira von Kastilien                |                                     |                                     | Raimund II. von Uzès (?–1138)       | Raimund II. von Uzès (?–1138)       | Raimund II. von Uzès (?–1138) | Raimund II. von Uzès (?–1138) | Raimund II. von Uzès (?–1138) | Raimund II. von Uzès (?–1138) |                  |                  | ?                | ?                | ? | ? | ?                                    | ? |  |  | Philipp I. von Frankreich (1052–1108) | Philipp I. von Frankreich (1052–1108) | Philipp I. von Frankreich (1052–1108) | Philipp I. von Frankreich (1052–1108) | Philipp I. von Frankreich (1052–1108) | Philipp I. von Frankreich (1052–1108) |                                       |                                       | Bertha von Holland (ca.1055–1093)     | Bertha von Holland (ca.1055–1093)     | Bertha von Holland (ca.1055–1093) | Bertha von Holland (ca.1055–1093) | Bertha von Holland (ca.1055–1093) | Bertha von Holland (ca.1055–1093) |                          |                          | Humbert II. von Savoyen (ca.1060–1103) | Humbert II. von Savoyen (ca.1060–1103) | Humbert II. von Savoyen (ca.1060–1103) | Humbert II. von Savoyen (ca.1060–1103) | Humbert II. von Savoyen (ca.1060–1103) | Humbert II. von Savoyen (ca.1060–1103) |                         |                         | Gisela von Burgund      | Gisela von Burgund      | Gisela von Burgund | Gisela von Burgund | Gisela von Burgund | Gisela von Burgund |
|                                      |                                      |                                      |                                      |                                        |                                        |                                        |                                        |                                        |                                        |                      |                      |                                     |                                     |                                     |                                     |                                     |                                     |                               |                               |                               |                               |                  |                  |                  |                  |   |   |                                      |   |  |  |                                       |                                       |                                       |                                       |                                       |                                       |                                       |                                       |                                       |                                       |                                   |                                   |                                   |                                   |                          |                          |                                        |                                        |                                        |                                        |                                        |                                        |                         |                         |                         |                         |                    |                    |                    |                    |
|                                      |                                      |                                      |                                      | Alfons Jordan von Toulouse (1103–1148) | Alfons Jordan von Toulouse (1103–1148) | Alfons Jordan von Toulouse (1103–1148) | Alfons Jordan von Toulouse (1103–1148) | Alfons Jordan von Toulouse (1103–1148) | Alfons Jordan von Toulouse (1103–1148) |                      |                      |                                     |                                     |                                     |                                     |                                     |                                     |                               |                               | Faydive von Uzès              | Faydive von Uzès              | Faydive von Uzès | Faydive von Uzès | Faydive von Uzès | Faydive von Uzès |   |   |                                      |   |  |  |                                       |                                       |                                       |                                       | Ludwig VI. von Frankreich (1081–1137) | Ludwig VI. von Frankreich (1081–1137) | Ludwig VI. von Frankreich (1081–1137) | Ludwig VI. von Frankreich (1081–1137) | Ludwig VI. von Frankreich (1081–1137) | Ludwig VI. von Frankreich (1081–1137) |                                   |                                   |                                   |                                   |                          |                          |                                        |                                        |                                        |                                        | Adelheid (ca.1092–1154)                | Adelheid (ca.1092–1154)                | Adelheid (ca.1092–1154) | Adelheid (ca.1092–1154) | Adelheid (ca.1092–1154) | Adelheid (ca.1092–1154) |                    |                    |                    |                    |
|                                      |                                      |                                      |                                      | Alfons Jordan von Toulouse (1103–1148) | Alfons Jordan von Toulouse (1103–1148) | Alfons Jordan von Toulouse (1103–1148) | Alfons Jordan von Toulouse (1103–1148) | Alfons Jordan von Toulouse (1103–1148) | Alfons Jordan von Toulouse (1103–1148) |                      |                      |                                     |                                     |                                     |                                     |                                     |                                     |                               |                               | Faydive von Uzès              | Faydive von Uzès              | Faydive von Uzès | Faydive von Uzès | Faydive von Uzès | Faydive von Uzès |   |   |                                      |   |  |  |                                       |                                       |                                       |                                       | Ludwig VI. von Frankreich (1081–1137) | Ludwig VI. von Frankreich (1081–1137) | Ludwig VI. von Frankreich (1081–1137) | Ludwig VI. von Frankreich (1081–1137) | Ludwig VI. von Frankreich (1081–1137) | Ludwig VI. von Frankreich (1081–1137) |                                   |                                   |                                   |                                   |                          |                          |                                        |                                        |                                        |                                        | Adelheid (ca.1092–1154)                | Adelheid (ca.1092–1154)                | Adelheid (ca.1092–1154) | Adelheid (ca.1092–1154) | Adelheid (ca.1092–1154) | Adelheid (ca.1092–1154) |                    |                    |                    |                    |
|                                      |                                      |                                      |                                      |                                        |                                        |                                        |                                        |                                        |                                        |                      |                      |                                     |                                     |                                     |                                     |                                     |                                     |                               |                               |                               |                               |                  |                  |                  |                  |   |   |                                      |   |  |  |                                       |                                       |                                       |                                       |                                       |                                       |                                       |                                       |                                       |                                       |                                   |                                   |                                   |                                   |                          |                          |                                        |                                        |                                        |                                        |                                        |                                        |                         |                         |                         |                         |                    |                    |                    |                    |
|                                      |                                      |                                      |                                      |                                        |                                        |                                        |                                        |                                        |                                        |                      |                      | Raimund V. von Toulouse (1134–1194) | Raimund V. von Toulouse (1134–1194) | Raimund V. von Toulouse (1134–1194) | Raimund V. von Toulouse (1134–1194) | Raimund V. von Toulouse (1134–1194) | Raimund V. von Toulouse (1134–1194) |                               |                               |                               |                               |                  |                  |                  |                  |   |   |                                      |   |  |  |                                       |                                       |                                       |                                       |                                       |                                       |                                       |                                       |                                       |                                       |                                   |                                   | Konstanze (ca.1128–1176)          | Konstanze (ca.1128–1176)          | Konstanze (ca.1128–1176) | Konstanze (ca.1128–1176) | Konstanze (ca.1128–1176)               | Konstanze (ca.1128–1176)               |                                        |                                        |                                        |                                        |                         |                         |                         |                         |                    |                    |                    |                    |
|                                      |                                      |                                      |                                      |                                        |                                        |                                        |                                        |                                        |                                        |                      |                      | Raimund V. von Toulouse (1134–1194) | Raimund V. von Toulouse (1134–1194) | Raimund V. von Toulouse (1134–1194) | Raimund V. von Toulouse (1134–1194) | Raimund V. von Toulouse (1134–1194) | Raimund V. von Toulouse (1134–1194) |                               |                               |                               |                               |                  |                  |                  |                  |   |   |                                      |   |  |  |                                       |                                       |                                       |                                       |                                       |                                       |                                       |                                       |                                       |                                       |                                   |                                   | Konstanze (ca.1128–1176)          | Konstanze (ca.1128–1176)          | Konstanze (ca.1128–1176) | Konstanze (ca.1128–1176) | Konstanze (ca.1128–1176)               | Konstanze (ca.1128–1176)               |                                        |                                        |                                        |                                        |                         |                         |                         |                         |                    |                    |                    |                    |
|                                      |                                      |                                      |                                      |                                        |                                        |                                        |                                        |                                        |                                        |                      |                      |                                     |                                     |                                     |                                     |                                     |                                     |                               |                               |                               |                               |                  |                  |                  |                  |   |   |                                      |   |  |  |                                       |                                       |                                       |                                       |                                       |                                       |                                       |                                       |                                       |                                       |                                   |                                   |                                   |                                   |                          |                          |                                        |                                        |                                        |                                        |                                        |                                        |                         |                         |                         |                         |                    |                    |                    |                    |
|                                      |                                      |                                      |                                      |                                        |                                        |                                        |                                        |                                        |                                        |                      |                      |                                     |                                     |                                     |                                     |                                     |                                     |                               |                               |                               |                               |                  |                  |                  |                  |   |   | Raimund VI. von Toulouse (1156–1222) |   |  |  |                                       |                                       |                                       |                                       |                                       |                                       |                                       |                                       |                                       |                                       |                                   |                                   |                                   |                                   |                          |                          |                                        |                                        |                                        |                                        |                                        |                                        |                         |                         |                         |                         |                    |                    |                    |                    |

### Ehen und Nachkommen
Raimund war fünf Mal verheiratet. Seine erste kurz nach 1172 geheiratete Frau war Ermessende Pelet, die 1176 starb. Seine zweite Frau war Beatrix von Béziers aus der Familie Trencavel, die er 1193 verstieß, um als seine dritte Frau Bourgogne von Lusignan zu heiraten. Auch diese verstieß er 1196, um Johanna aus dem Haus Plantagenet und verwitwete Königin von Sizilien heiraten zu können, die sich 1199 von ihm trennte und noch im selben Jahr nach der Geburt eines dritten, nur wenige Tage lebenden, Kindes starb. Anschließend war er mit einer byzantinischen Prinzessin verheiratet gewesen, bei der es sich um die namenlose so genannte „Dame von Zypern“ handelte, Tochter des „Kaisers“ Isaak Komnenos. Seine letzte Ehefrau war die 1204 geheiratete Infantin Eleonore, Tochter des Königs Alfons II. von Aragón, die ihn überlebte und 1226 starb.
Aus seiner zweiten Ehe mit Beatrix von Béziers hatte Raimund eine Tochter:
- Konstanze (* um 1180; † 1260)
  - 1. ⚭ 1195 mit König Sancho VII. von Navarra (Scheidung 1200)
  - 2. ⚭ 1205 mit Pierre Bermond d’Anduze, Herr von Anduze, Sommières und Sauve († 1215, Rom)[71]

Aus seiner dritten Ehe mit Johanna Plantagenet gingen drei Kinder hervor:
- Raimund VII. (* Juli 1197 in Beaucaire; † 27. September 1249 in Millau)
- Johanna (wahrscheinlich * 1198)
- N.N. (*/† September 1199 in Fontevraud)

Daneben hatte Raimund VI. noch drei uneheliche Kinder:
- Bernard; Stammvater der Vizegrafen von Bruniquel
- Guillemette; ⚭ mit Hugues d’Alfaro, gräflicher Seneschall im Agenais
- Raimonde; Nonne des Ordens von Fontevraud in der Klosterfiliale von Espinasse in der Diözese Toulouse